# Yanling (Zhuzhou)
Yanling (炎陵县,  Yánlíng Xiàn) ist ein Kreis der bezirksfreien Stadt Zhuzhou im Osten der chinesischen Provinz Hunan. Die Fläche beträgt 2.031 Quadratkilometer und die Einwohnerzahl 203.900 (Stand: Ende 2018).
Das Yandi-Mausoleum (炎帝陵,  Yan di ling) steht seit 1996 auf der Liste der Denkmäler der Volksrepublik China (4-78).